# Rivière aux Brochets (vattendrag i Kanada, lat 49,15, long -73,14)
Rivière aux Brochets är ett vattendrag i Kanada.   Det ligger i provinsen Québec, i den östra delen av landet, 500 km norr om huvudstaden Ottawa.
I omgivningarna runt Rivière aux Brochets växer i huvudsak blandskog. Trakten runt Rivière aux Brochets är nära nog obefolkad, med mindre än två invånare per kvadratkilometer.